# عسو أوبسلام
عسو أوبسلام، مجاهد مغربي من قبيلة إيلمشان إحدى قبائل آيت عطا، حارب الاستعمار الفرنسي، منذ احتلاله المغرب إلى حدود الثلاثينيات من القرن العشرين، كان زعيم المقاومة المغربية في الجنوب الشرقي.

## السيرة
ولد عسو أوبسلام سنة 1890 م بقصر «تاغيا» جنوب تنغير، كان متصوفا وزعيما فذَّا وقد تأثر بالدور القيادي لوالده، وفي سنة 1919 عين شيخا على قبيلة «إيلم شان». كان تقدم الاحتلال الفرنسي ومعاونيه من الگلاويين في الأطلس الكبير الشرقي وجبل صاغرو يقلقه، تولي قيادة المقاومة الأمازيغية ضد المستعمر الفرنسي وعملائه، ودخل عسو أوبسلام معهم في معارك عديدة أهمها معركة بوگافر سنة 1933م التي انتصر فيها على المستعمر الفرنسي أيما انتصار.

## معركة بوغافر
اجتمعت قبائل آيت عطا سنة 1932 بقصر «تاغيا»، وانتخبت عسو أوبسلام قائدا عاما للجهاد، وبعد خضوع أغلب المناطق المغربية للاحتلال الفرنسي، حاولت هذه القوات الاستعمارية الفرنسية التوغل في الجنوب الشرقي المغربي، وإخضاع منطقة صاغرو وقبائل آيت عطا تحت سيادتها، التي شكلت سدا منيعا أمام توسعها، حيث لجأت المقاومة المغربية إلى الأطلس الصغير باعتباره منطقة آمنة، واستطاع عسو أوبسلام قيادة المقاومة الإسلامية ضد الاستعمار الفرنسي، إذ دخل معهم في معارك شرسة حسمت لصالحه، فقد كبد عسو قوات الاحتلال خسائر فادحة في الأرواح والعتاد واستدرج الغزاة نحو معارك مرهقة بكل من «تاوزا» و«النيف» و«تازارين» و«ناقوب»، وفي سنة 1933م بعد مناوشات عديدة بين الطرفين، اندلعت معركة بوغافر في منطقة صاغرو و«أسيف ملول» وجبل «بادو» في شرق الأطلس الكبير، انتهت بانتصار المقاومة فيها على المستعمر الفرنسي.
فقد المغاربة الآلاف من إخوانهم في هذه المعركة واعتمدت القوات الفرنسية نهج الإبادة والإغتصاب الممنهج، حيث قدر عدد المدنيين الذين استشهدوا في «بوغافر» بأربعة آلاف ما بين شيخ وطفل وامرأة، وأما المقاتلون فبلغ عدد قتلاهم سبعمائة شهيد، ولم تستسلم مقاومة عسو ابسلام إلا في 25 مارس1933م، بعد اشتداد الحصار المفروض عليه برا وجوا، انتهت باستسلام مقاومة عسو أوبسلام.

## الوفاة
بعد صراع طويل مع مرض السكري، توفي المقاوم المغربي عسو أوبسلام في 16 غشت 1960م دفن بمقبرة أجداده بجماعة تاغيا المشان.